# Foldens kommun
Foldens kommun (norska: Folden kommune) var en kommun i Nordland fylke i norra Norge. Kommunen hade en omfattning motsvarande hela nuvarande Sørfolds kommun samt den norra delen av nuvarande Bodø kommun (området kring Kjerringøy) och den sydöstra delen av nuvarande Steigens kommun.

## Administrativ historik
Foldens kommun upprättades den 1 januari 1838 (som Folden formannskapsdistrikt) när Formannskapslovene från 1837 trädde i kraft.
Den 1 januari 1887 delades kommunen i två och de båda kommunerna Nordfold-Kjerringøy respektive Sørfold bildades. Den gamla kommunen hade vid delningen totalt 3 293 invånare.